# Bergdrongo
Der Bergdrongo (Dicrurus montanus) ist eine Vogelart aus der Familie der Drongos.
Er ist endemisch in Sulawesi.
Früher wurde er als konspezifisch mit dem Haarbuschdrongo angesehen.
Das Verbreitungsgebiet umfasst tropischen oder subtropischen feuchten Bergwald und baumbestandene Lebensräume von 550 bis 1800 m. Höhe.

## Beschreibung
Der Bergdrongo ist 25 cm groß und wiegt etwa 38 g. Das Gefieder ist kräftig bläulich bis schwarz, violett glänzend. Der Schwanz ist lang und mäßig gegabelt. Die Iris ist dunkel, der kräftige, auf der Oberseite leicht gebogene Schnabel heller bis grau.

## Stimme
Der Ruf des Männchens wird als zwei- oder dreisilbiges, raues und kratziges „trrsh-trrsrh-trrrsh..“ beschrieben.
Die Art ist monotypisch.

## Lebensweise
Die Nahrung besteht aus Insekten. Die Art jagt einzeln oder als Paar, auch in gemischten Jagdgemeinschaften.
Über die Brutzeit ist nichts Genaues bekannt.

## Gefährdungssituation
Der Bestand gilt als nicht gefährdet (Least Concern).